# Giorgio Vecchietti
Giorgio Vecchietti (Bologna, 7 marzo 1907 – Roma, 12 ottobre 1975) è stato un giornalista e conduttore televisivo italiano.

## Biografia
Fu uno dei padri in Italia del giornalismo in televisione e conduttore di numerose rubriche giornalistiche della RAI.
Collaboratore dagli anni trenta di riviste di cinema, fu anche condirettore della rivista culturale Primato, fondata da Giuseppe Bottai nel 1940, e del periodico L'Orto, mensile di letteratura e arte, pubblicato a Bologna dal maggio 1931.
Già direttore del Telegiornale RAI (succedette a Enzo Biagi e precedette, dal 1962 al 1965, Fabiano Fabiani), collaboratore di TV7, moderò anche Tribuna politica.
Fra le trasmissioni televisive più leggere di Vecchietti si ricorda, negli anni settanta, la conduzione con Enza Sampò di Paese mio, sorta di viaggio televisivo fra le bellezze artistiche d'Italia.